# C. Jay Cox
C. Jay Cox (*  1. Januar 1962 in Nevada) ist ein US-amerikanischer Filmregisseur, Schauspieler und Autor.
Cox spielte als Schauspieler in den Filmen Nightmare Sisters 1987 und The Offspring 1987.
Als Filmregisseur produzierte er die Filme Get That Girl 1996, Reason Thirteen 1998, Latter Days 2003 und Kiss the Bride im Jahre 2008.
Des Weiteren ist Cox als Autor von The Governess 1998, The Thing in Bob's Garage 1998, Reason Thirteen 1998, Sweet Home Alabama 2002, Latter Days 2003 und Chilled in Miami bekannt.

## Auszeichnungen und Preise
- Zuschauerpreis, 2003 für Latter Days (L.A. Outfest)
- Zuschauerpreis, 2003 für Latter Days (Philadelphia International Gay & Lesbian Film Festival)
- Zuschauerpreis, 2004 für Latter Days (Toronto Inside Out Lesbian and Gay Film and Video Festival)